# Cap Stallworthy
El Cap Stallworthy és una península de la regió Qikiqtaaluk, Nunavut, Canadà. Està localitzat al nord de l'Illa Axel Heiberg. Frederick Cook va iniciar el seu viatge al Pol Nord l'any 1908 des d'aquest cap. El cap és de vegades confós amb el Cap Thomas Hubbard en el costat oposat de l'Eetookashoo Bay. Al principi es va anomenar Svartevaeg ("paret negra") per Harald Sverdrup. Va ser rebatejat en honor de Harry Stallworthy, oficial de la Policia Muntada del Canadà, un explorador àrtic.
Al Cap Stallworthy s'hi ubica una estació meteorològica del Departament governamental Environment and Climate Change Canada, sota el nom d'Svartevaeg.